# Райзман, Морис
Морис Райзман (при рождении Меер (Мирон) Райзман; 26 февраля 1905, Бендеры, Бессарабская губерния — 1 апреля 1974, Париж) — французский шахматист, шестикратный чемпион Франции (1932, 1936, 1946, 1947, 1951, 1952), двукратный чемпион Парижа (1934, 1938).
Разделил первое место на 16-м чемпионате Парижа с Виктором Каном (1934) и на 17-м чемпионате Франции с Аристидом Громером (1938), закончил вторым на чемпионате Парижа 1953 года. Выступал за Францию на международных олимпиадах 1935, 1954, 1958 и 1972 годов.
Работал инженером в управлении государственным транспортом RATP.

## Спортивные результаты
| Год  | Город            | Соревнование           | + | − | = | Результат | Место |
| ---- | ---------------- | ---------------------- | - | - | - | --------- | ----- |
| 1932 | Ла-Боль-Эскублак | 10-й чемпионат Франции | 9 | 0 | 4 | 11 из 13  | 1     |
| 1934 | Париж            | 12-й чемпионат Франции | 6 | 1 | 2 | 7 из 9    | 2     |
| 1936 | Париж            | 14-й чемпионат Франции | 6 | 1 | 1 | 6½ из 8   | 1     |
| 1938 | Ницца            | 16-й чемпионат Франции | 8 | 0 | 3 | 9½ из 11  | 2     |